# ラクトアルデヒドレダクターゼ
ラクトアルデヒドレダクターゼ（lactaldehyde reductase）は、次の化学反応を触媒する酸化還元酵素である。
(R)[or (S)]-プロパン-1,2-ジオール + NAD+ {\displaystyle \rightleftharpoons } (R)[or (S)]-ラクトアルデヒド + NADH + H+
反応式の通り、この酵素の基質は(R)-プロパン-1,2-ジオールまたは(S)-プロパン-1,2-ジオールとNAD+、生成物は(R)-ラクトアルデヒドまたは(S)-ラクトアルデヒドとNADHとH+である。
組織名は(R)[or (S)]-propane-1,2-diol:NAD+ oxidoreductaseで、別名にpropanediol:nicotinamide adenine dinucleotide (NAD) oxidoreductase, L-lactaldehyde:propanediol oxidoreductaseがある。